# شهرستان نش (کارولینای شمالی)
شهرستان نش، کارولینای شمالی (به انگلیسی: Nash County, North Carolina) یک سکونتگاه مسکونی در ایالات متحده آمریکا است که در کارولینای شمالی واقع شده‌است.

## خصوصیات
شهرستان نش ۱٬۴۰۶٫۳۷ کیلومترمربع مساحت دارد.